# Södermanlands runinskrifter 347
Runinskrift Sö 347 är en runsten i Gerstaberg, Ytterjärna socken i Södertälje kommun.

## Ristningen
: ikiþora : auk : aystain : auk : hastain : hulmstain : þaun : litu : raisa : stain : eftiR : frokn : auk : at: || • biurstain : sun : froknaR : auk : ikiþoruR : kuþ : hielbi : ant : þaiRa : feþrka : auk : kus : moþÍR : esbirn • risti • auk • ulfr stainti:
Ingiþora ok Øystæinn ok Hastæinn, Holmstæinn, þaun letu ræisa stæin æƒtiR Frøkn ok at Biurstæin, sun FrøknaR ok IngiþoruR. Guð hialpi and þæiRa ƒæðrga ok Guðs moðiR! Æsbiorn risti, ok UIƒR stæindi.
Tolkning: Ingetora och Östen och Håsten [och] Holmsten, de lät resa stenen efter Frökn och efter Bjursten, Frökns och Ingetoras son. Gud och Guds moder hjälpe deras ande, faderns och sonens. Äsbjörn ristade, och Ulv målade.

## Beskrivning
Runsten av rödaktig granit. Den är 2,35 meter hög, 1,6 meter bred och 0,25-0,4 meter tjock. Ristningen vetter mot sydöst. Runhöjden är 5-8 centimeter. Stenen har blivit söndersprängd i fyra delar men är hopfogad med cement. 
Runstenen påträffades, troligen på våren 1871, vid grävning av täckdiken i trädgården vid Gerstaberg. Den blev, innan ristningen blivit upptäckt, söndersprängd i fyra ungefär lika stora delar. Dessa hopfogades sedan med cement, och stenen restes på en trädbevuxen kulle ett
stycke söder om Gerstaberg, invid stambanan.
Ytan är slät och jämn, delvis verkar den nästan blankslipad. Säkerligen har den varit ännu jämnare, då stenen ristades; de skador, som nu finnas i vissa delar av ytan kan nog ha uppkommit i senare tid, till viss del kanske vid stenens framtagning och söndersprängning. Lyckligtvis har dessa skador endast i mindre utsträckning drabbat själva ristningen. Stenen är djupt och väl huggen, och ristningen tydlig och väl bevarad.
I första huvuddelen av inskriften står runorna med jämna mellanrum och är mycket omsorgsfullt huggna. I motsats till detta är de i den sista meningen, där runristaren och runmålaren omtalas, mycket sammanträngda och betydligt grundare. De sista runorna har inte fått plats inom själva slingan, utan står utanför och saknar omgivande ramlinjer. Det borde ha varit mycket lätt att beräkna utrymmet så att alltsammans med jämna mellanrum gått in på själva runslingan. Olikheten är tydligen avsedd och markerar det sista meddelandets mindre viktiga betydelse.
Namnet Frökn, som betyder modig eller ryktbar, är sällsynt. Endast ett annat belägg är känt, från en uppländsk runsten. Det saknas inom det kända namnförrådet under medeltiden både i Sverige och i Norge och på Island. 
Ingiþora är rätt väl belagt, med alla beläggen i sydöstra Uppland och nordöstra Södermanland, vilket väl knappast är en tillfällighet. Namnet är inte känt från medeltida dokument, och inte från Norge och Island. Alla de fyra sönerna ha namn på -stæin, vilket är exempel på namnvariation, som var ganska vanligt på vikingatiden. Biurstæin förekommer inte i någon annan inskrift. Förleden är med all säkerhet det fornsvenska ordet biorr, som betyder bäver. Hastæinn och Holmstæinn är rätt vanliga namn.
Gerstaberg-stenens intresse ligger inte minst i det sista meddelandet. Att ristaren, som komponerat stenens ornamentik och huggit in dess inskrift, också sett till att hans namn blir bevarat till eftervärlden, är ju inte ovanligt. Däremot är det ganska unikt, att det i en inskrift omtalas vem som har målat stenen, det vill säga ifyllt slinglinjer och runor med färg. Säkerligen har detta i allmänhet ansetts som en mindre viktig och mera tillfällig åtgärd för att behöva särskilt omtalas. I regel borde man väl också förutsätta, att runristaren och runmålaren har varit samma person. I detta fall har en särskild man anlitats för målningen. Runristningarna var ursprungligen målade i klara starka färger.
I förhållande till den stora omsorg, som har lagts på stenytans beredning och på runinskriften, verkar ornamentiken mycket enkel. Upptill och nedtill förenas de båda rundjuren av ett par enkla streck, i stället för de eleganta slingknutar, som bruka förekomma där. På rundjurets stjärtar finnas ett par små utväxter, tillstymmelser av fötter, ett av de ständigt återkommande ornamentmotiv, med vilken ristarna försöker fylla tomma delar av stenytan.
Erik Brate har förmodat att Gerstaberg-stenens ristare är samme Æsbiorn som namnger sig på Överselö- och Nybble-stenarna, Sö 205 och Sö 213. Det kanske inte går att utesluta, trots avståndet. De båda stenarna på Selaön har en mycket rikare ornering, men också de visar lite tafatthet i detaljer. Exempelvis den lösa slingknut, som nedtill förenar de båda rundjuren på Sö 213. En påfallande överensstämmelse mellan de tre runstenarna, där en Esbjörn namnes som ristare, är den ovanliga skicklighet och omsorg, som har ägnats själva stenytan.

## Fler bilder

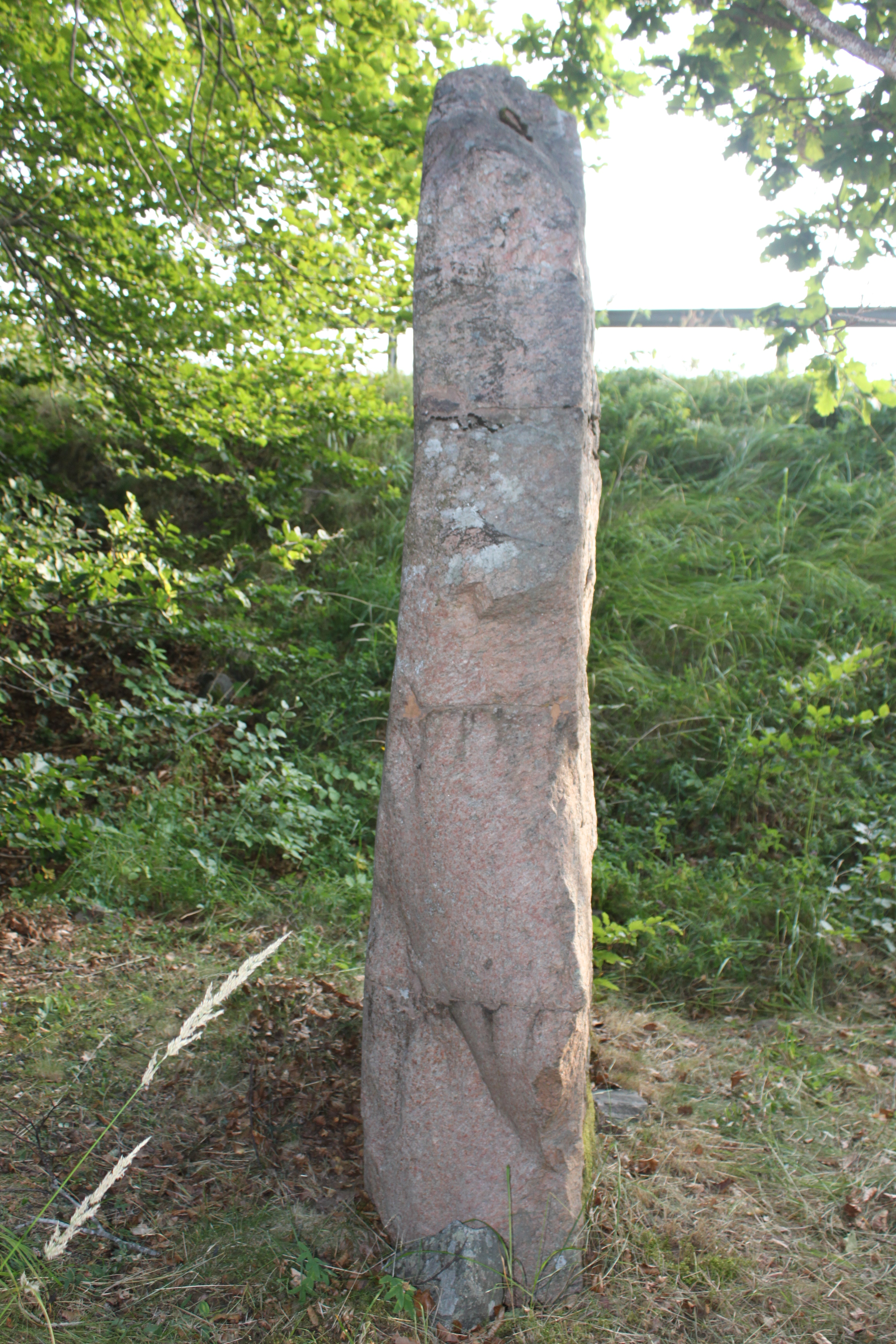
Ena sidan av Sö 347.
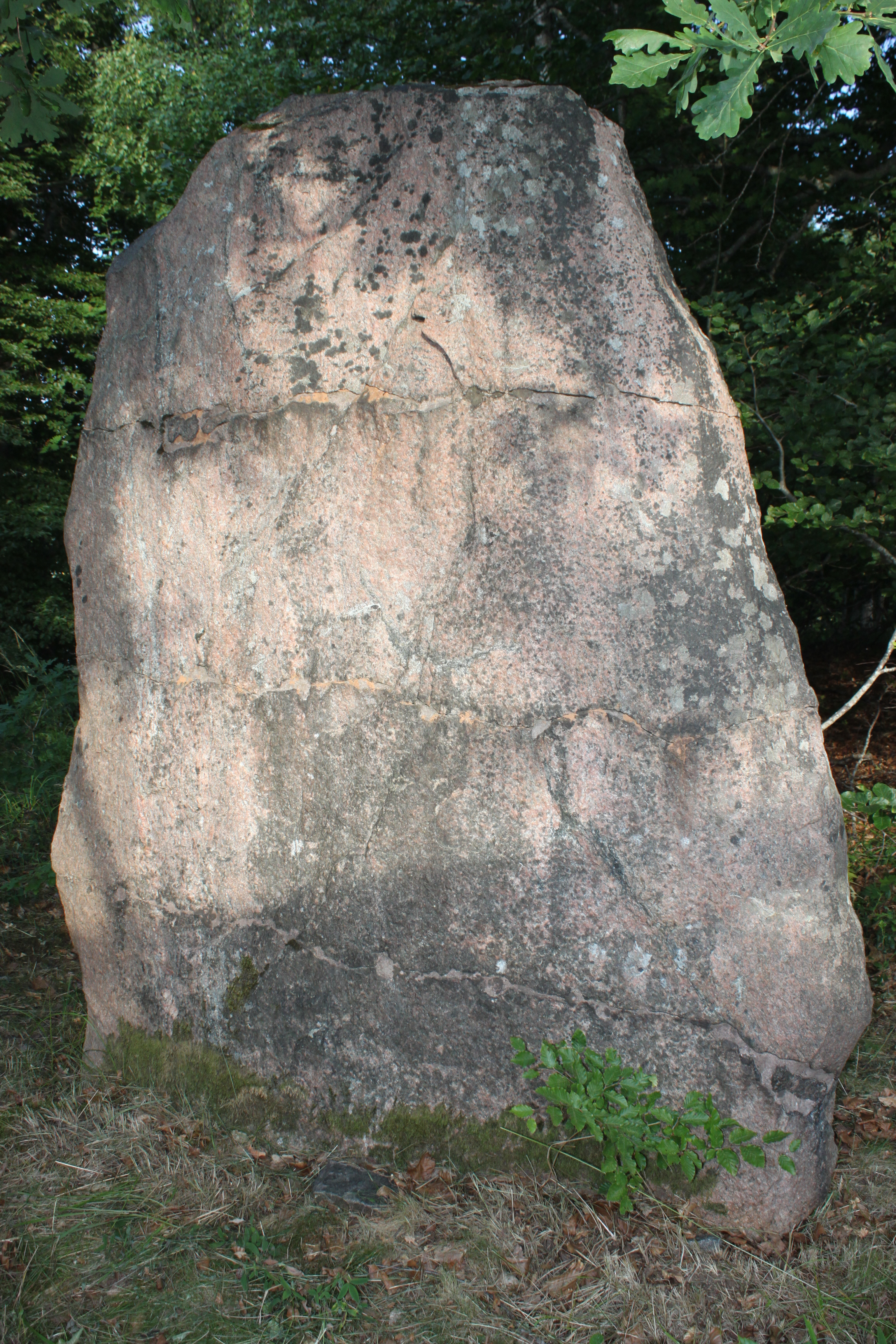
Baksidan av Sö 347.
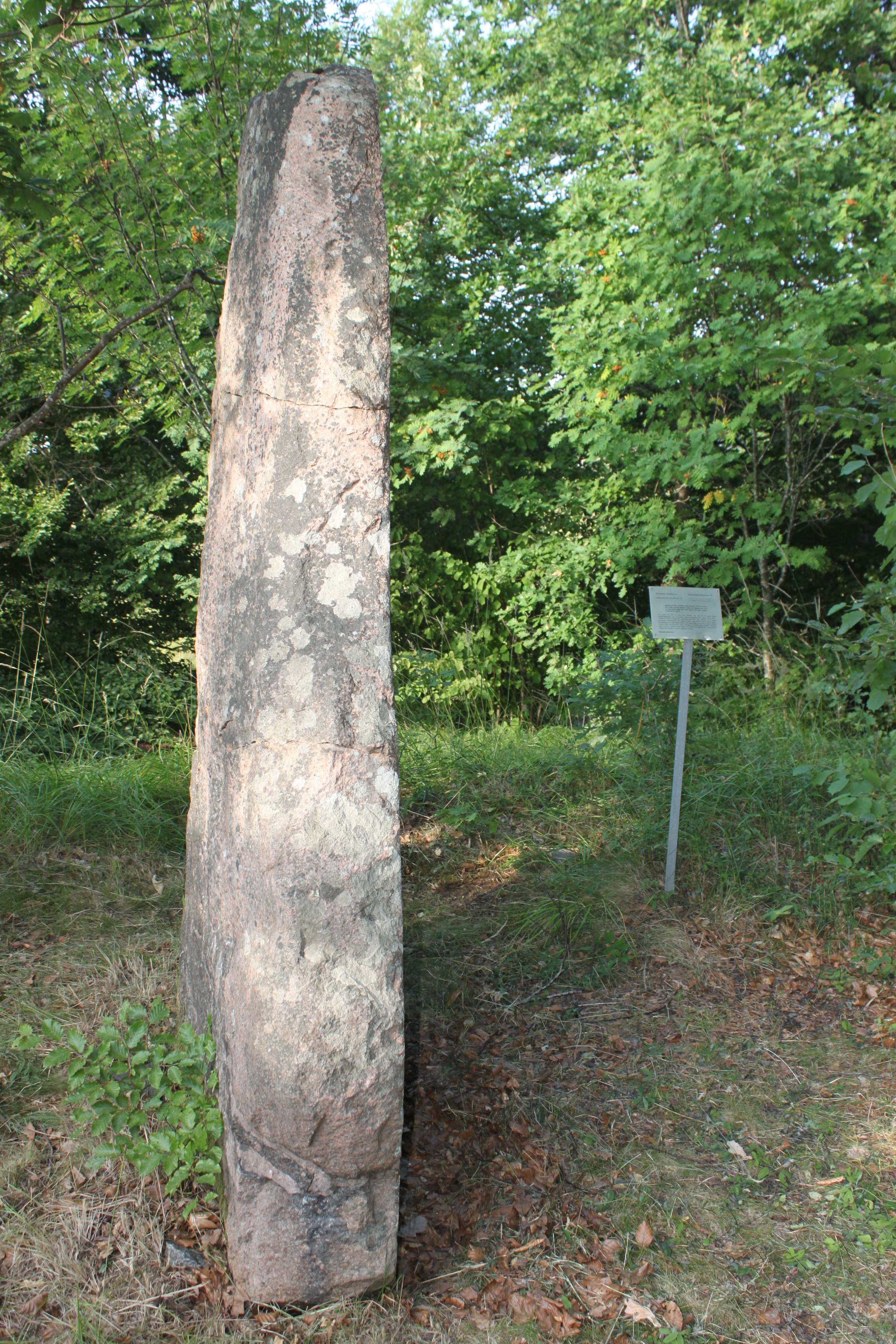
Andra sidan av Sö 347.